# Dorndorf (Uhlstädt-Kirchhasel)
Dorndorf ist ein Ortsteil von Uhlstädt-Kirchhasel im Landkreis Saalfeld-Rudolstadt in Thüringen.
Dorndorf gehört zu den ältesten Dörfern in der Region Saalfeld-Rudolstadt.

## Geschichte
Der Ort wird im Jahre 1083 in der Schenkungsurkunde des Mainzer Erzbischofs Siegfried als Dorendorf erwähnt.
Für die Entstehung des Dorfnamens gibt es drei Varianten
1. eine Siedlung die auf einen Mann namens Dor hinweist,
2. die dornigen Brombeerbüsche, die um das Dorf herum wachsen, oder
3. in Anlehnung an den germanischen Gott Thor.

Dorndorf war ein Amtsdorf, auch ein Weinbauerndorf, der Ort besaß eine große Kelter, die der dortigen Kirche die Hälfte des Ertrages gab. Weinberge wurden hier im 15. und 16. Jahrhundert in folgenden Flurteilen nachgewiesen: Teufelsberg, Fuchsberg, Angerhügel, Weidenberg, Baumgarten, Hain, an der Obermühle, Flederwisch, Borntal, Hundsrück und Maidental. Seit dem Jahre 1674 ist ein Ortssiegel bekannt. Es zeigt in mehreren Ausführungen eine Kirche, daneben eine Blume mit drei Blüten. Das heute verwendeten Siegel, das seit 1949 in Gebrauch ist, zeigt eine stilisierte Brücke.
Am 1. Juli 1950 wurde die bis dahin eigenständige Gemeinde Rödelwitz eingegliedert. Am 1. Dezember 1990 wurde Rödelwitz durch Ausgliederung zu einer selbständigen Gemeinde.
Von 1991 bis 2002 gehörte der Ort der Verwaltungsgemeinschaft Uhlstädt an. Mit Auflösung dieser am 1. Juli 2002 bildete Dorndorf mit zehn weiteren Gemeinden die neue Gemeinde Uhlstädt-Kirchhasel.

## Sehenswürdigkeiten

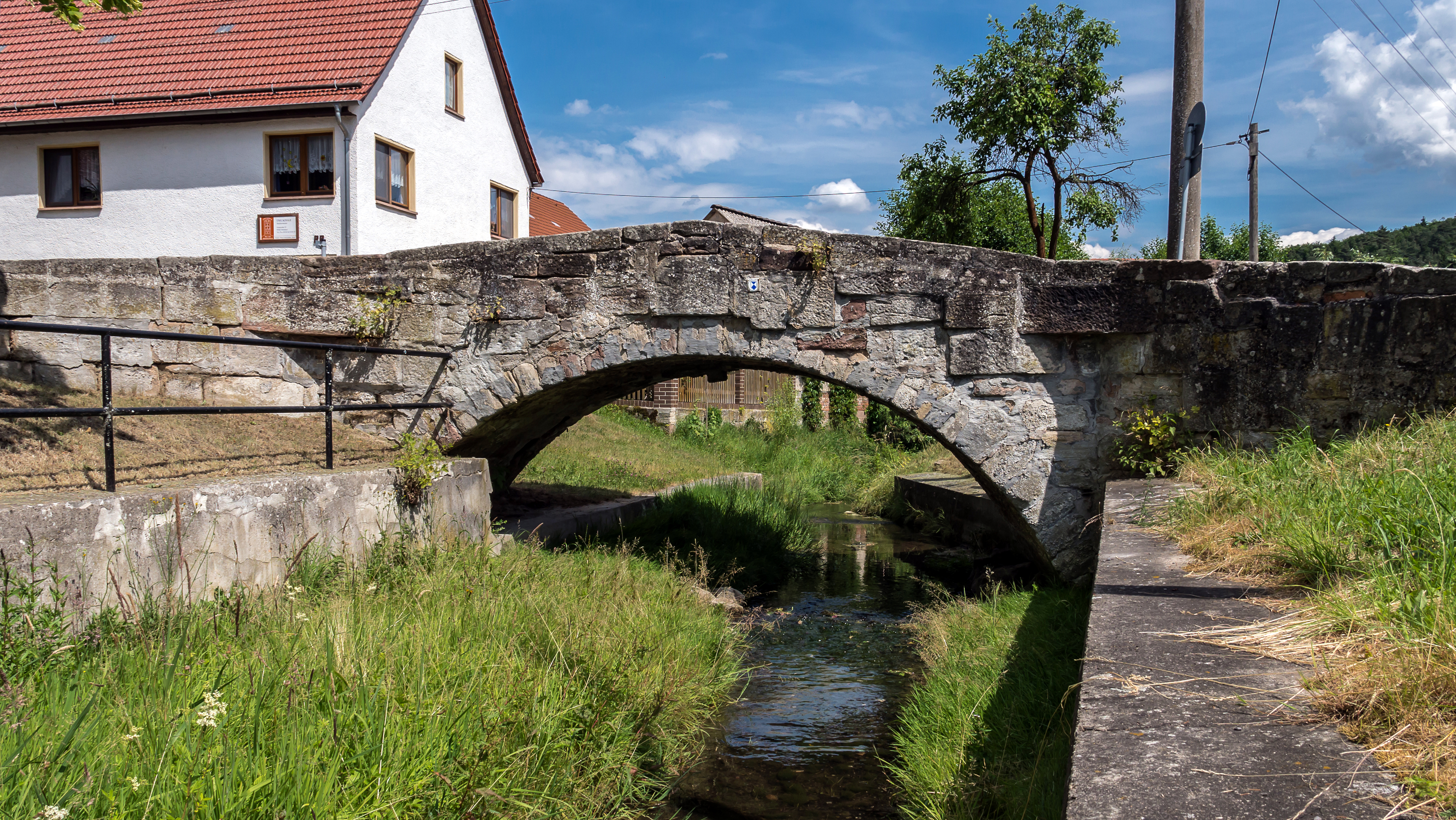
Die Wölbbrücke über den Wiedabach, ein Kulturdenkmal

Historische Baudenkmäler im Dorf sind:
- die steinerne Wölbbrücke über den Wiedabach (oder Wiedbach)
- die romanische Dorfkirche mit ihrem Walmdach
- die Obermühle,  in der eine funktionstüchtige Peltonturbine eingebaut wurde
- die sanierte Dorfmühle

## Veranstaltungen
- Der ehemalige Besitzer der Dorfmühle Heinrich Gläser stiftete 1889 das Rosenfest, welches sich an das Rosenfest aus Lichstedt bei Rudolstadt anlehnte. Diese Tradition wurde Ende der 1950er Jahre eingestellt. Im Jahre 2008 wurde wieder ein Rosenfest gefeiert. Dieses soll es jetzt wieder alle zwei Jahre geben.
- Maibaumsetzen am 30. April.
- Rosenfest um den 12. Juli (nur alle zwei Jahre)
- Herbstfest am 2. Oktober
- Kirmes am ersten Novemberwochenende.

## Sonstiges
Die Autorin Marthe Renate Fischer benutzte für ihre Bücher „Die aus dem Drachenhaus“ und „Das Patenkind“  Überlieferungen aus der Ortsgeschichte, beispielsweise Details zum Rosenfest.